# Arkangel
Arkangel é uma revista britânica bianual sobre Libertação Animal, publicada pela primeira vez no inverno de 1989. A publicação, que é vendida internacionalmente, aborda os aspectos globais das campanhas pelos direitos animais e promove o veganismo.
A revista foi uma ideia de Ronnie Lee, o fundador da Animal Liberation Front (ALF). Enquanto estava na prisão, ele regularmente recebia cartas de apoio e detalhes de ações dos ativistas da ALF. Ronnie decidiu publicar estas carta na forma de uma revista, com a primeira edição reunida por Vivian Smith. A revista continua sendo escrita por ativistas ligados à ALF britânica.